# Bahnhof Kokubunji
Der Bahnhof Kokubunji (jap. 国分寺駅, Kokubunji-eki) ist ein Bahnhof auf der japanischen Insel Honshū, der von den Bahngesellschaften JR East und Seibu Tetsudō betrieben wird. Er befindet sich in der Präfektur Tokio auf dem Gebiet der Stadt Kokubunji.

## Verbindungen
Kokubunji ist ein Anschlussbahnhof an der von JR East betriebenen Chūō-Schnellbahnlinie von Tokio über Shinjuku und Hachiōji nach Takao, deren Gleise in diesem Bereich identisch mit jenen der Chūō-Hauptlinie sind.
Im Fernverkehr halten in Kokubunji an Wochenenden und Feiertagen die Holiday Rapid Okutama. Diese Schnellzüge verkehren dreimal täglich am Morgen von Shinjuku über Tachikawa nach Oku-Tama und am Abend zurück (bzw. als Holiday Rapid Akigawa nach Musashi-Itsukaichi). Darüber hinaus halten in Kokubunji sämtliche Nahverkehrs- und Eilzüge auf der Chūō-Schnellbahnlinie, was während der Hauptverkehrszeit eine Zugfolge von nur zwei Minuten ergibt. Außerdem ist Kokubunji der Ausgangspunkt von zwei Linien der Bahngesellschaft Seibu Tetsudō: Die Kokubunji-Linie führt nach Higashi-Murayama, die Tamako-Linie nach Seibu-yūenchi. Auf beiden Linien verkehren die Züge tagsüber im Zehn-Minuten-Takt, abends alle 15 Minuten.
Beidseits des Bahnhofs befinden sich mehrere Bushaltestellen, die von mehr als zwanzig Linien der Gesellschaften Bunbus, Ginga Tetsudō, Keiō Bus, Seibu Bus und Tachikawa Bus bedient werden. Ebenso bietet Tokyo Airport Transportation einen Flughafenzubringer an.

## Anlage
Der Bahnhof steht an der Grenze der Stadtteile Honchō im Norden und Minamichō im Süden und umfasst zwei Teile. Der weitaus größere Teil ist von Osten nach Westen ausgerichtet und besitzt fünf ebenerdige Gleise, die alle dem Personenverkehr dienen. Züge von JR East halten an vier Durchfahrtsgleisen, die an zwei überdachten Mittelbahnsteigen liegen. Das nördlichste, stumpf endende Gleis liegt am ebenfalls überdachten Hausbahnsteig und ist Zügen der Kokubunji-Linie vorbehalten; zu den übrigen Gleisen besteht keine Verbindung. Das Empfangsgebäude besitzt die Form eines Reiterbahnhofs und spannt sich über die ganze Anlage. An den Hausbahnsteig schließt sich ein in nordwestliche Richtung zeigender Seitenbahnsteig an. Er liegt erhöht auf einem Viadukt mit dem stumpf endenden Gleis der Tamako-Linie. Beidseits der Gleisanlagen stehen Hochhäuser mit Einkaufszentren in den unteren Stockwerken.
Im Fiskaljahr 2017 nutzten durchschnittlich 172.134 Fahrgäste täglich den Bahnhof. Davon entfielen 112.800 auf die Chūō-Schnellbahnlinie, 38.770 auf die Kokubunji-Linie und 20.564 auf die Tamako-Linie.

## Bilder

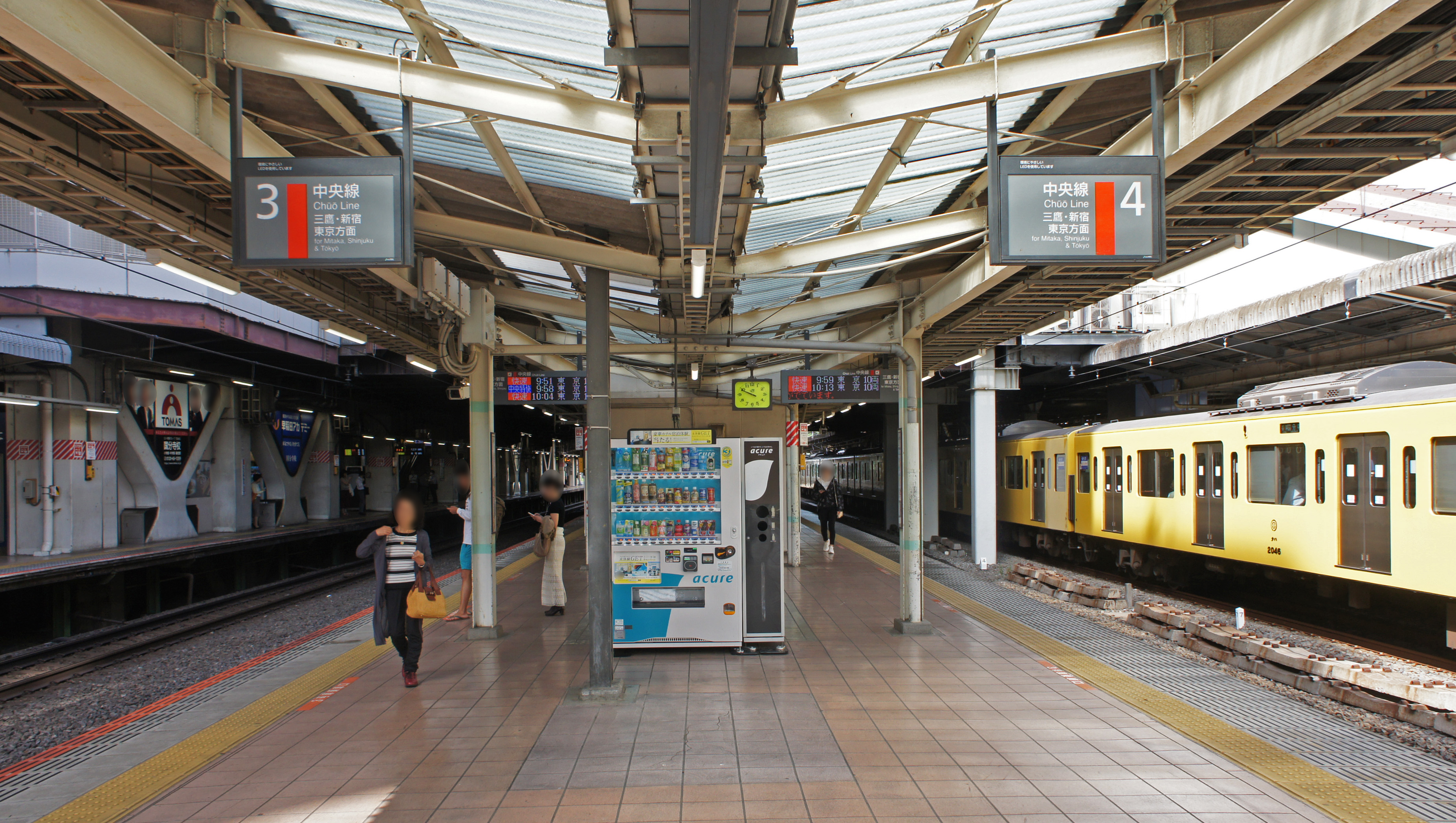
Bahnsteige von JR East
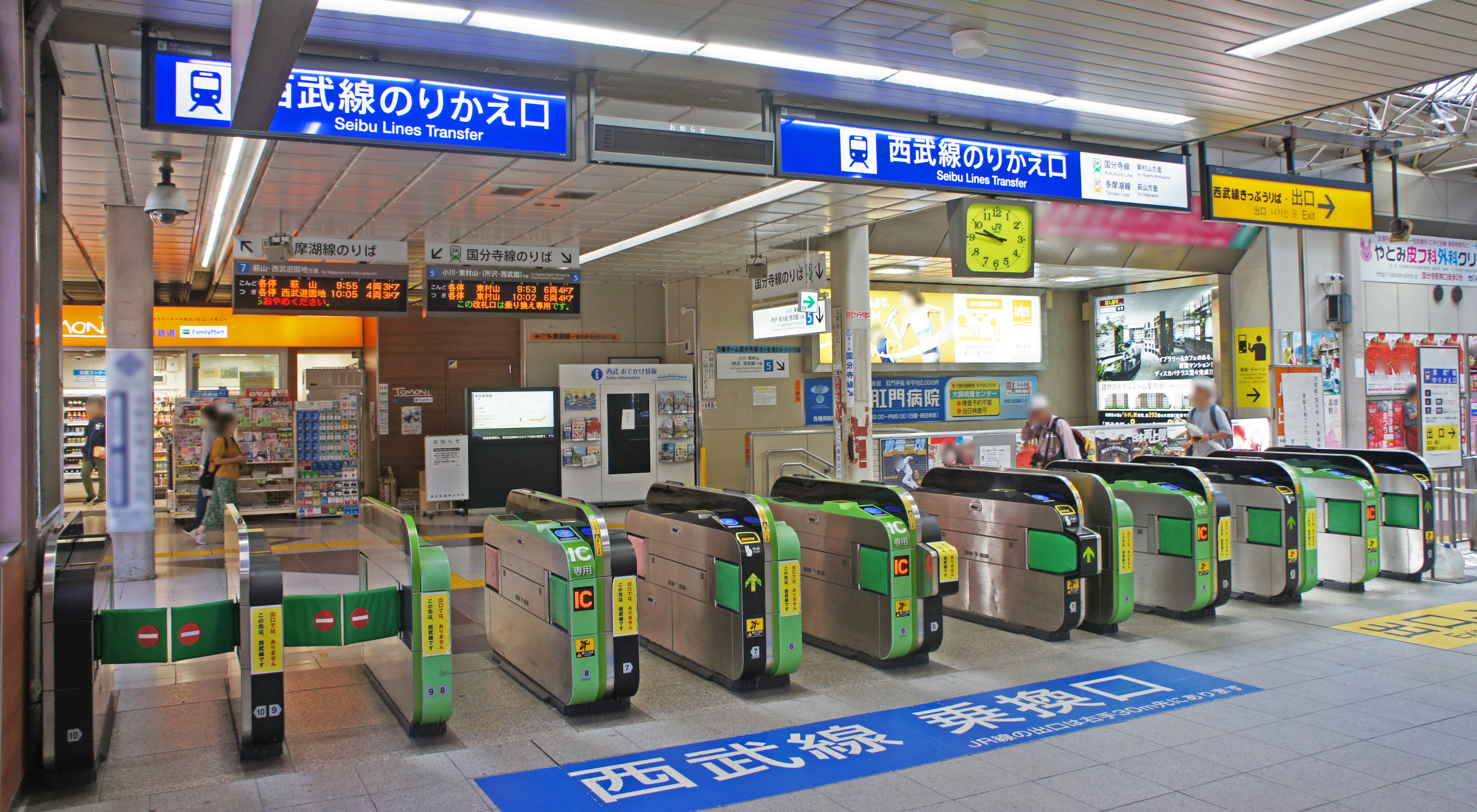
Bahnsteigsperren zwischen JR East und Seibu
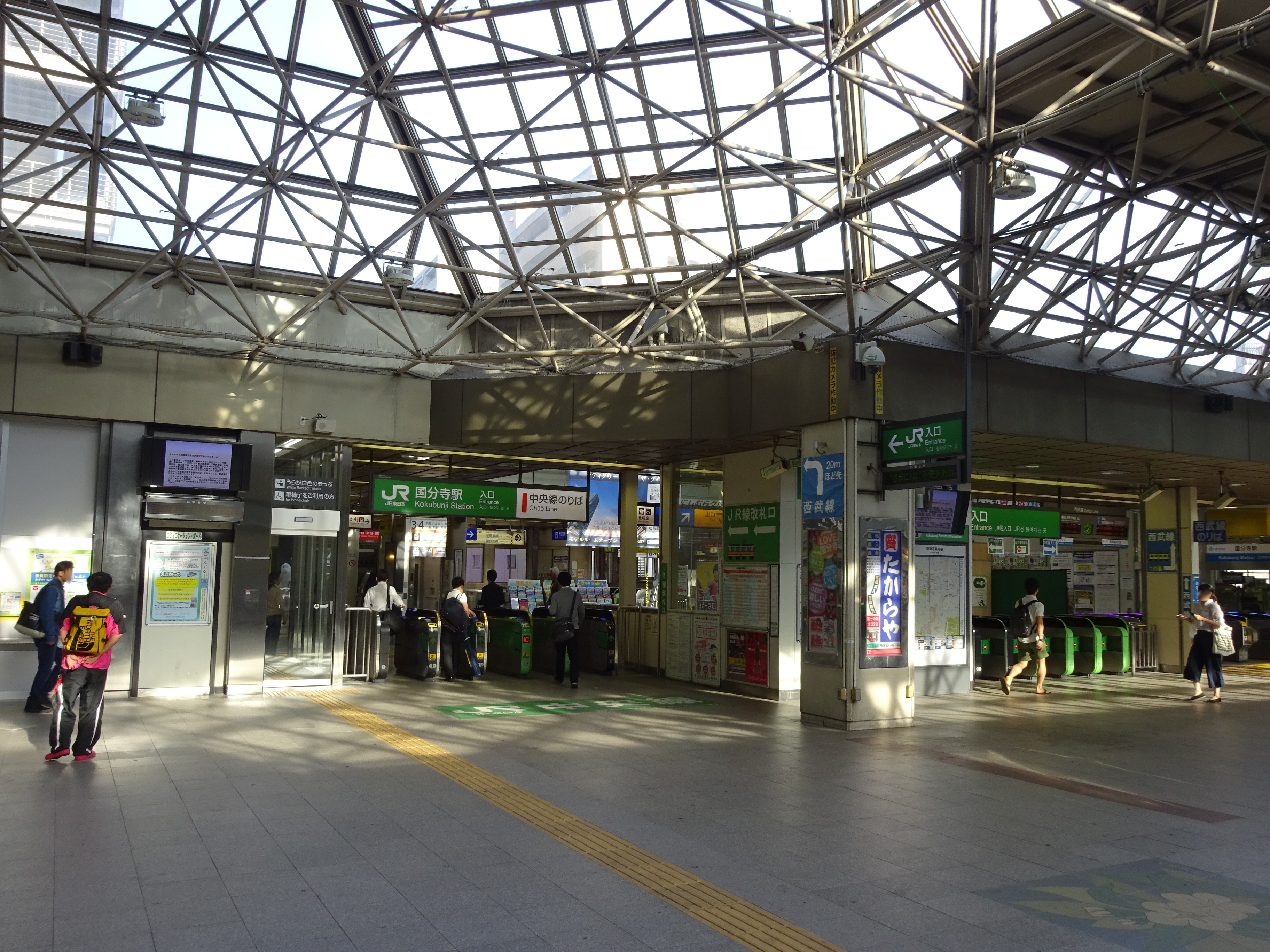
Östliche Bahnhofshalle

## Gleise
JR East
| 1 • 2 | ▉ Chūō-Schnellbahnlinie | Mitaka • Nakano • Shinjuku • Tokio |
| 3 • 4 | ▉ Chūō-Schnellbahnlinie | Tachikawa • Hachiōji • Takao       |

Seibu Tetsudō
| 5 | ▉ Kokubunji-Linie | Higashi-Murayama         |
| 7 | ▉ Tamako-Linie    | Hagiyama • Seibu-yūenchi |

## Linien
| Verlauf der Chūō-Schnellbahnlinie |
| --- |
| Tokyo –Kanda • Ochanomizu • Yotsuya • Shinjuku • Nakano • Kōenji • Asagaya • Ogikubo • Nishi-Ogikubo • Kichijōji • Mitaka • Musashi-Sakai • Higashi-Koganei • Musashi-Koganei • Kokubunji • Nishi-Kokubunji • Kunitachi • Tachikawa • Hino • Toyoda • Hachiōji • Nishi-Hachiōji • Takao |

## Geschichte

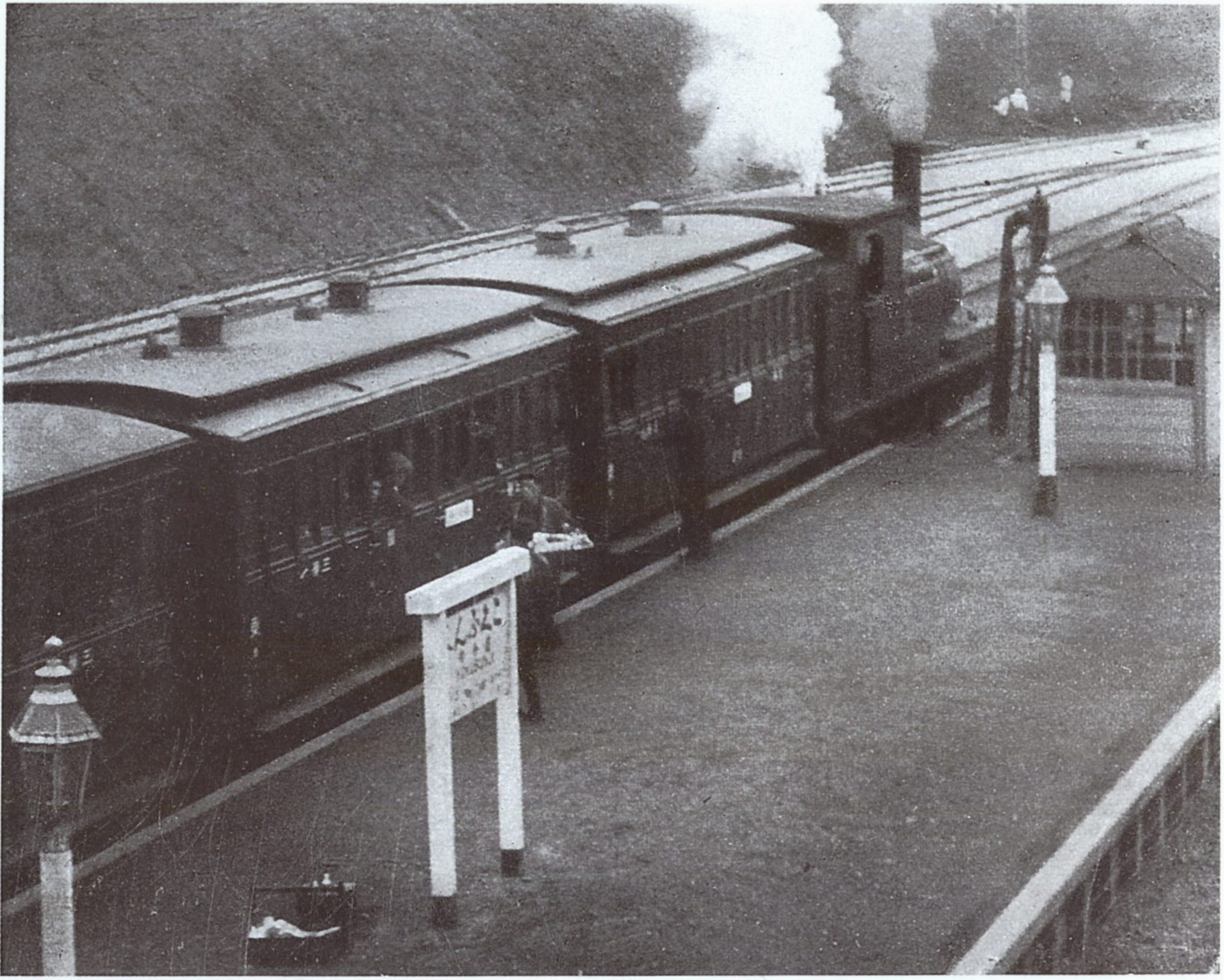
Der Bahnhof im Jahr 1915

Die private Bahngesellschaft Kōbu Tetsudō eröffnete den Bahnhof am 11. April 1889, zusammen mit dem Abschnitt Shinjuku–Tachikawa der Chūō-Hauptlinie. Fünfeinhalb Jahre später nahm die Kawagoe Tetsudō (eine Vorgängergesellschaft der heutigen Seibu Tetsudō) am 21. Dezember 1894 die acht Kilometer lange Kawagoe-Linie von Kokubunji nach Higashi-Murayama in Betrieb, die seit 1952 als Kokubunji-Linie bezeichnet wird. Am 1. Oktober 1906 wurde die Kōbu Tetsudō verstaatlicht.
Im Jahr 1910 baute die Tokyo Jari Tetsudō („Tokio-Kiesbahn“) eine von der Chūō-Hauptlinie abzweigende Güterstrecke. Sie war 5,6 km lang und diente zunächst dem Abtransport von Kies aus dem Fluss Tama. 1920 gelangte sie in Staatsbesitz und erhielt den Namen Shimogawara-Linie. Ab 2. April 1934 diente sie an Renntagen auch als Zubringer zur Pferderennbahn Tokio. Eine weitere Seibu-Vorgängerin, die Tamako Tetsudō, eröffnete schließlich am 6. April 1928 den ersten Abschnitt der Tamako-Linie zwischen Kokubunji und Hagiyama.
Am 1. April 1973 legte die Japanische Staatsbahn (JNR) die Shimogawara-Linie still. Aus Kostengründen stellte sie am 20. September 1976 den Güterumschlag ein, am 1. Februar 1984 auch die Gepäckaufgabe. Im Rahmen der Staatsbahnprivatisierung ging der JNR-Teil des Bahnhofs am 1. April 1987 in den Besitz der neuen Gesellschaft JR East über, während JR Freight den Güterverkehr übernahm. Nach zwei Jahre dauernden Umbauarbeiten standen ab 1. Dezember 1988 an der Chūō-Schnellbahnlinie vier anstatt wie bisher zwei Gleise zur Verfügung, ebenso war im Jahr darauf der Neubau des Empfangsgebäudes abgeschlossen.